# Heteropoda signata
Heteropoda signata este o specie de păianjeni din genul Heteropoda, familia Sparassidae, descrisă de Thorell, 1890. Conform Catalogue of Life specia Heteropoda signata nu are subspecii cunoscute.